# سیارک ۳۰۸۲۷
سیارک ۳۰۸۲۷ (به انگلیسی: 30827 Lautenschlager، نامگذاری:1990TE2) سی هزار و هشتصد و بیست و هفتمین سیارک کشف شده‌است که در ۱۰ اکتبر ۱۹۹۰ کشف شد.